# Moschea di Hassan II
La moschea di Hassan II (in arabo مسجد الحسن الثاني‎?) di Casablanca, in Marocco, edificata per volontà del sovrano Hassan II e inaugurata nel 1993, è per dimensioni la moschea più grande del Marocco e tra le più grandi al mondo.

## Storia
La moschea è stata progettata dall’architetto francese Michel Pinseau, costruita dalla società francese Bouygues dal 12 luglio 1986 e inaugurata il 30 agosto 1993, mettendo al lavoro oltre 20.000 operai e 10.000 artigiani marocchini venuti da ogni parte del paese, producendo 53 000 m² di lavori di intaglio in legno, oltre 10 000 m² di decorazioni zellige (decorazioni in mattonelle), mosaici nei pavimenti e nelle pareti, soffitti cesellati e rilievi in stucco, dove è nascosta una specie di "cripta".
Costruita per volere del re Hassan II è costata circa 500 milioni di dollari, finanziata direttamente dai soldi del popolo marocchino, che molte volte è stato forzato a pagare dalle forze dell'ordine, anche confiscando beni. Il perché di una struttura tanto solenne è dovuta al fatto che il sovrano, negli anni Ottanta, decise di volere per il Marocco un edificio che fosse alla stregua dei simboli degli altri Paesi, come la Statua della Libertà per gli Stati Uniti, il Colosseo per l’Italia o la Torre Eiffel per la Francia. La Moschea divenne quindi il simbolo rappresentativo del Marocco, una struttura che rappresenta la tradizione millenaria ma al tempo stesso è anche l’innovazione, considerato tra gli esempi più interessanti di architettura e ingegneria contemporanea marocchina.

## Descrizione
La moschea di Hassan II si erge su una lingua di terra prospiciente l'Oceano Atlantico, che parte dal piazzale di 90 000 m², capace di ospitare circa 80.000 fedeli. All’interno, una sala enorme e maestosa, grande circa 20 000 m² (lunga circa 200 m per circa 100 m di larghezza) e alta circa 60 m che ha la capacità massima di accogliere 25.000 fedeli. È una delle poche moschee al mondo che è aperta e visitabile anche ai non musulmani.
Il progetto di Pinseau, pare ispirarsi al versetto del Corano che cita il trono di Dio fu costruito sull’acqua ed è così che la struttura erge su di un promontorio e si allunga al di sopra (per 2/3 della struttura) dell’Oceano Atlantico visibile nel pavimento vetrato della sala principale e con i suoi dettagli esterni color del mare.
Dal momento che la moschea si trova in parte sopra alla riva originaria del mare, sono stati realizzati oltre 26 000 m³ di fondazioni in calcestruzzo e 59 000 m³ di roccia per la lotta contro gli effetti del moto ondoso. Tuttavia, la stabilità delle strutture di protezione del mare si è rivelato in parte inadeguato e importanti lavori di rafforzamento sono in corso dall’ottobre 2006. Sottoposto a forti vincoli climatici (onde, umidità, nebbia salina), la moschea di Hassan II, è soggetta ad una manutenzione costante.
L’alto minareto, con i suoi 210 m di altezza, è il più alto del Marocco e tra i più alti al mondo. Costruito nella tradizione arabo-andalusa, si distingue per la sua altezza e per la pietra di marmo che lo decora. La decorazione scolpita che ricopre la facciata in marmo è fatta principalmente di interlacciamento, evocando i minareti merinidi del XIV secolo. Una parte delle zellige che decorano la parte superiore del minareto sono verde e bianco, colori simbolo di tolleranza e di pace.
Tradizione e high-tech si uniscono in questa struttura, dotata di un raggio laser dall’alto del minareto che durante la notte punta in direzione della città santa La Mecca, di porte elettriche, di altoparlanti in ogni angolo della sala, di una pavimentazione riscaldata per donare tepore ai fedeli durante il periodo invernale. Altra particolarità è un tetto scorrevole apribile (si apre e si chiude in tre minuti) di 3 400 m², costituito da 1.100 tonnellate di legno di cedro che nel periodo estivo, durante i grandi assembramenti religiosi, permette un’aerazione naturale e un continuo ricambio d’aria e che permette, secondo il desiderio del re Hassan II, di collegare l’edificio con l’aria, considerata uno dei quattro elementi benefici per la vita, oltre alla terra, il fuoco e l’acqua.
Gli interni, costruiti in granito di Tafraout, marmo di Agadir e dettagli in legno di cedro del Medio Atlante, tutti materiali estratti dal territorio marocchino ad accezione di alcune colonne di granito bianche e dei 56 maestosi lampadari in vetro di Murano. Oltre alla sala principale la moschea ospita una medersa (scuola coranica) con biblioteca e sale per conferenze; nei sotterranei ci sono gli hammam con vasche, bagno turco e la sala per le abluzioni.